# Pavel Štěpánek (historik umění)
Pavel Štěpánek (* 8. leden 1942, Kladno) je český kunsthistorik, odborník na dějiny umění a architektury hispánského i lusofonního světa v celé jeho šíři.

## Biografie
Profesor Pavel Štěpánek vystudoval v letech 1964-1973 dějiny umění na Filozofické fakultě Univerzity Karlovy při zaměstnání, absolventskou práci na téma „Španělské umění ve sbírce Starého umění Národní galerie v Praze“ obhájil v roce 1973. Disertační práci „Španělské umění 16.–18. století v českých a slovenských sbírkách“ obhájil v roce 1998. V letech 1968-1989 byl účastníkem semináře J. Polišenského ve středisku Iberoamerických studií při FF UK v Praze.
V letech 1964-1969 byl redaktorem španělské sekce ČTK v Praze, v letech 1969-1976 působil jako odborný asistent Národní galerie v Praze a ve Středočeské galerii (1976-1989). V roce 1989 pracoval jako redaktor časopisu Ateliér. V letech 1991–1994 byl velvyslaneckým radou a chargé d’affaires Československé (České) republiky v Caracasu ve Venezuele. Poté byl v letech 1995-96 vědecko-pedagogickým pracovníkem na Technické univerzitě v Liberci. Od roku 1996 působí na Univerzitě Palackého v Olomouci, od r. 1997 přednáší také na Filozofické fakultě Univerzity Karlovy. V roce 2001 se habilitoval a od roku 2006 je profesorem.
- Jako mimořádný profesor hostoval například na Mexické národní autonomní univerzitě (UNAM, Mexiko, 1982), na Univerzitě v Zaragoze (Španělsko, 1990), na Katolické univerzitě v Caracasu (UCAB, Venezuela, 1993–94) a na Iberoamerické univerzitě v Mexiku (IBERO) v roce 2013.
- V letech 1999–2000, 2005 a 2015 odborný výzkum v Lisabonu za podpory Gulbenkianovy nadace
- Korespondenční člen Královské akademie - Real Academia de Bellas Artes de San Fernando, Madrid
- Korespondenční člen Reial Acadèmia Catalana de Belles Arts de Sant Jordi, Barcelona
- Korespondenční člen Real Academia de Bellas Artes de Santa Isabel de Hungría, Sevilla
- Korespondenční člen Real Academia de Bellas Artes de San Carlos, Valencie
- Korespondenční člen Academia Nacional de Bellas Artes, Lisabon
- Čestný člen Hispanic Society of America, New York

### Vyznamenání
- Řád Isabely Katolické  komtur
- Řád aztéckého orla

## Dílo

### Stručný výběr z bibliografie
- Salvador Dalí: Ilustrace ze 60. let-výklad k ilustracím. Praha: Universum, 2016.
- Os mecenas de Josef Mánes: A família Silva Tarouca e a sua influencia na cultura Checa-Mecenáši Josefa Mánesa, portugalský rod Silva Tarouca a jeho vliv na českou kulturu. Brno: K-public, 2016.
- Mecenáši Josefa Mánesa, portugalský rod Silva Tarouca a jeho vliv na českou kulturu. Olomouc: Univerzita Palackého v Olomouci, 2015.
- Relaciones artísticas entre la República Checa y México (ensayos selectos), Olomouc: Univerzita Palackého v Olomouci, 2014.
- Čechy a Peru: historie a umění : dějiny vzájemných kulturních vztahů. Olomouc : Univerzita Palackého v Olomouci, 2013.
- "Československý malíř" Salvador Dalí a jeho vliv na české umění. Praha: Galerie Miro, 2010.
- Španělská keramika ze sbírky Slezského zemského muzea. Opava: Slezské zemské muzeum, 2010.
- Praha španělská = La Praga española: [Císařská konírna Pražského hradu 17. března – 28. června 2009]. [Praha]: Správa Pražského hradu, 2009.
- Afinidades históricas e culturais entre o Brasil e a República Tcheca. Brno: L. Marek, 2008.
- Čechy a Španělsko ve středověku: dějiny a umění. Olomouc: Univerzita Palackého v Olomouci, 2008.
- Valentim Fernandes de Morávia: poznámky k životu a dílu významného moravského knihtiskaře v Lisabonu na přelomu 15. a 16. století - představitele manuelského umění. Brno: L. Marek, 2006.
- Picasso en Praga. Madrid: Consejo Superior de Investigaciones Científicas, 2005.

### Výstavy 2016-2017
- Komisař výstavy Óscar Domínguez en Checoslovaquia probíhající do 30.4.2017 v TEA (Tenerife Espacio de las Artes) v Santa Cruz de Tenerife.